# Gagaʻemauga
Gagaʻemauga – jeden z dystryktów Samoa, położony w północnej części wyspy Savaiʻi i zawierający dwie eksklawy na Upolu. W 2001 roku liczba ludności wyniosła 7108 mieszkańców. Ośrodkiem administracyjnym jest Samalaeʻulu.